# Михайловецький парк
Михайловецький парк — парк-пам'ятка садово-паркового мистецтва місцевого значення, створений рішенням Вінницького облвиконкому № 187 від 13.05.96 та № 335 від 22.06.72р.
Як свідчать дослідники, засновником села Михайлівці Могилів-Подільського району був виходець з Болгарії Михайло, від імені якого і походить назва села. Древнє поселення виникло на берегах трьох річок — Жван, Теребіж і Коритна, що протікали між суцільними лісами.
З історичних актів відомо, що в 1403 році польський король Ягайло дав грамоту Яну Пудло на право володіти селом та навколишніми угіддями. 1452 року Михайловецьке помістя перейшло до рук землевласника М. Т. Бучацького. З другої половини XVI століття цими землями заволоділо Барське староство.
В кінці XVIII століття на основі природного масиву виникли паркові насадження на площі 22 гектара. 1805 року було споруджено двоповерховий палац, а також три стави з греблями і містками, кам'яний мур з глибоким ровом висаджено фруктовий сад.
Дендрологічна рослинність відзначається великою кількістю шпилькових порід. У складі насаджень нараховується близько 65 найменувань дерев. Серед них особливо помітні каштани, а також модрина європейська, ялина срібляста, сосна чорна, ясен плакучий.
Виділяється і біогрупа оцтового дерева, плодоносна реліктова горобина — берека, що зустрічається тільки на Поділлі. За технічними якостями берека прирівнюється до відомого червоного дерева. Біля центральної брами пролягає брукована стрічка дороги, що з'єднує село з двома районними центрами — Баром та Мурованими Курилівцями. З боку села починається алея, що проходить через стіну дубового гаю. За Фасадом палацу відкривається вид на фруктовий сад та декоративні насадження на двох протилежних схилах балки.